# ハーシェム・ラジャブザーデ
ハーシェム・ラジャブザーデ（Hashem Rajabzadeh、1941年 - ）は、日本研究者および翻訳者。テヘラン生まれ。1964年テヘラン大学で法律の学士号を取得、1972年に同大学で人権の博士号を取得。博士論文は「ラシド・アルディン・ファディン・ハメダニ省の政府の儀式」と題されている。 
1970年から1982年までイランの外務省に勤務した後、1982年から2013年まで大阪外国語大学(2007年から大阪大学に統合)外国語学部（ペルシア語）客員教授、および龍谷大学非常勤講師。 
2009年5月13日、日本における教育の向上及び日本文化紹介に寄与したとして、瑞宝小綬章を受賞。  

## 作品
- ラシッドアルディンファズルラハメダニの奉仕期間中の政府の儀式、トゥース1355刊
- 創立から現在までの日本の歴史：今日の太陽の地の文化と文明の文脈とテーマの考察、テヘラン、著者1986
- 現代日本の詩における思考と感情1358
- ペルシャ書道（ナスク、ナスタリク、シェカステ）ペルシャ書道、書道、大阪外国語大学発行1988年
- ペルシャ語での敬意や褒め言葉：大阪外国語大学
- 東京外国語大学ファルシと語る1990
- いくつかのペルシャのことわざと解釈（文学と民俗）、マシュハド印刷協会、クズ・ラザヴィ州の作品1993年、第2版
- Khajeh Rashid al-Din Fazlullah Hamedani、今日の文化の創設者、新しい計画、1998
- 現代日本の詩における思考と感情1358
- 1984年の日本の物語
- ローズマリーの花（古代日本の詩の一部）
- それが仏陀が言ったことです
- ブータン、吉田の紀行、和歌加賀の紀行、回想録、古河紀行

## 共著
- 『ペルシア語ことわざ用法辞典』勝藤猛 共著　大学書林　1993.12
- 「ペルシア語手紙の書き方』藤元優子 共著 大学書林 2000.10

## 記事
- 日本の旅行記におけるイランの人々の状況、3年目のアカデミーの手紙
- 日本のカヤム研究（大阪外国語大学、日本）
- 日本人の運命の秘密、今日の日本文化の展望、武士道、テヘラン大学ジャーナル、1977
- 太陽の春から（日本からのメモ）
- ラシード・アルディン・ファズラ・ハメダニによるヌールの詩の解釈
- 詩への手紙を飾る
- ターセル
- ジャライアン
- ラシッドアルディンファズラの論文の歴史的および社会的利益
- ソレイマニ船によると、日本
- 現代日本におけるイスラームとイスラーム研究の理解
- アバンスカーンマサエドアルサルタナ：イラン初の独立大臣